# Победнице светских првенстава у атлетици на отвореном — 35 километара ходање
Дисциплина ходања на 35 километара у женској конкуренцији налази се у програму светских првенстава у атлетици од Светског првенства 2022. у Јуџину. Уведена је као замена за дисциплину ходања на 50 километара.
Освајачице медаља на светским првенставима и њихови резултати приказани су у следећој табели. Резултати су дати у формату сати:минути:секунде.
| Светско првенство       |                       |             |                          |         |                          |         |
| Јуџин 2022. детаљи      | Кимберли Гарсија Перу | 2:39:16 РСП | Катаржина Жђиебло Пољска | 2:40:03 | Шенџи Ћиејанг Кина       | 2:40:37 |
| Будимпешта 2023. детаљи | Марија Перез Шпанија  | 2:38:40 РСП | Кимберли Гарсија Перу    | 2:40:52 | Антигони Дрисбиоти Грчка | 2:43:22 |
| Токио 2025.             |                       |             |                          |         |                          |         |

## Биланс медаља 35 км ходање за жене
Стање после првенства 2023.
|    | Држава          |   |   |   |   |
| -- | --------------- | - | - | - | - |
| 1. | Перу            | 1 | 1 | - | 2 |
| 2. | Шпанија         | 1 | - | - | 1 |
| 2. | Пољска          | - | 1 | - | 1 |
| 4. | Кина            | - | - | 1 | 1 |
| 5. | Грчка           | - | - | 1 | 1 |
|    | Укупно 5 земаља | 2 | 2 | 2 | 6 |